# Patrick Cowley
Patrick Joseph Cowley (né le 19 octobre 1950 à Buffalo et décédé le 12 novembre 1982 à San Francisco) est un compositeur, producteur et interprète américain de disco. Il est surtout l'un des précurseurs de la hi-NRG et, plus généralement, l'un des pionniers de l'EDM.

## Biographie

### Jeunesse et formations
Patrick Cowley naît en octobre 1950 à Buffalo. Il grandit dans le nord de l'État de New York, à Horseheads et Corning, avec ses frère et sœurs, James, Mariellen et Madonna, et avec son grand-père qui se nommait Bernard Cowley. Il étudie au lycée de Buffalo, où il découvre la batterie, le clavier et la guitare dans des petits groupes locaux. Il joue essentiellement d'oreille des chansons simples. Ses parents le soutenaient dans ses rêves de musique, la batterie était installée dans le garage, au sous-sol. En 1971, à 21 ans, il quitte Rochester pour la Baie de San Francisco et commence des études de musique électronique (synthétiseur) au City College of San Francisco).
Dès 1972, il participe en compagnie d'Arthur Adcock et Jerry Judnick à l'Electronic Music Lab créé par Jerry Mueller dans son sous-sol, 6 mois plus tard, ils seront rejoints par Maurice Tani. Certains morceaux créés à cette époque sont publiés, en 2013, sur le disque School Daze. À cette époque, il n'y avait que peu de synthétiseurs disponibles ; le Minimoog qui était le plus populaire mais très cher, le Buchla Easel onéreux également et le Putney fabriqué au Royaume-Uni qui était meilleur marché, ce qui permet à Jerry Mueller d'en acheter un. Il passe ensuite à un système E-mu que Patrick Cowley utilise et, finalement, un synthétiseur Serge (en). C'est le seul matériel analogique qui demeure encore conservé, en 2005, dans le studio de l'université.

### Carrière
Patrick Cowley est employé comme technicien lumière dans l'un des plus fameux clubs, The City's Light. C'est le plus grand et le plus important club disco gay de la baie de San Francisco. Dans les sous-sols, Sylvester et son groupe donnaient des spectacles, et c'est là qu'ils jouent une démo de You Make Me Feel, dont Patrick Cowley fait les arrangements plus tard.
Sa carrière comme compositeur débuta quand Sylvester lui demande de le rejoindre dans son studio après avoir écouté ses compositions aux synthétiseurs (Kickin' In, Love Me Hot). Il est très impressionné par les innovations technologiques utilisées par Patrick Cowley. Ainsi commença leur collaboration en 1978, l'intégration des synthétiseurs de Patrick Cowley dans la musique Rhythm and Blues de Sylvester, les tournée en Amérique du Sud et en Europe. Le son de Sylvester se transforme avec les arrangements et les prestations de Patrick Cowley, le travail avec les synthétiseurs analogiques, les instruments électroniques, les séquenceurs analogiques, les guitares modifiées sont la marque de hits comme You Make Me Feel (Mighty Real), Dance Disco Heat et Can’t Stop Dancing.
Le travail d'enregistrement de Patrick Cowley sur leur deuxième album Step II les éleva au rang de vedettes internationales, ils vendirent plus de 500 000 disques aux États-Unis devenant ainsi disque d'or[réf. souhaitée]. Une autre expérience pour Patrick Cowley est l'enregistrement en direct de l'album Living Proof, au San Francisco War Memorial Opera House, le 11 mars 1979.
Patrick Cowley, affaibli, quitte provisoirement Sylvester après la tournée Mighty Real en Angleterre pour le retrouver par la suite au sein de la maison de disques Megatone Records en compagnie de Marty Blecman. C'est Blecman qui présente Danny Williams membre du Centre médical de l'université de Californie de San Francisco à Patrick. Il est diagnostiqué comme touché par une infection inconnue. Originellement traité pour des problèmes de digestion, puis pour une maladie psychosomatique, il lui est ensuite prescrit un traitement contre la pneumonie.

### Décès
En novembre 1981, Patrick Cowley est rapidement admis en service de jour, puis, dès le début 1982, en service intensif entouré de ses parents et de ses amis. Malgré cet épisode, et pourtant faible, il sort de l'unité de soins sans pour autant connaître le diagnostic sur le mal qui le ronge. Il s'installe dans la maison de Paul Parker et Ken Crivello qui le soutiendront dans les derniers mois de sa vie.
Très amaigri, pouvant à peine se déplacer, porté ou en chaise roulante, il rejoint une dernière fois Sylvester pour enregistrer Do Ya Wanna Funk (en). Il réussit à sortir l'album Mind Warp, « l'album de la mort » selon les termes de son entourage. On y retrouve Lauren Carter et Paul Parker pour les voix, Marty Blecman comme producteur associé. Parmi ses derniers titres, il y a Going Home qui traduit ses sentiments d'un destin qui le condamne.
Il décède le 12 novembre 1982 à San Francisco, à l'âge de 32 ans. Il est l'un des premiers artistes à succomber du SIDA.

## Discographie

### Participation, productions et remixes
- Be With You (Sylvester - Tip Wirrick) synthétiseurs par Patrick Cowley
- Baby You Can Have My Lovin' Anytime (Paul Parker) (produit et coécrit par Patrick Cowley)
- Funkytown Revival (Lipps Inc.) (édité par DJ Bobby Viteritti et synthétiseurs par Patrick Cowley)
- Back In Love Again, Again (L.T.D.) (édité par DJ Steve Algozino et synthétiseurs par Patrick Cowley)
- Hills Of Katmandu (Tantra) (Patrick Cowley Remix)
- I Got The Feeling (Two Tons of Fun) (Patrick Cowley Remix)
- Disco Dancing (Michele) (Patrick Cowley Remix)
- 1982 : Sing Your Own Song (Jeannie Tracy) (produit par Patrick Cowley) (Megatone Records)
- 1982 : Time Bomb (Jeannie Tracy) (produit par Patrick Cowley) (Megatone)
- 1981 : Baby I Need Your Loving (LP Carl Carlton - The Bad CC) (synthétiseurs par Patrick Cowley, enregistré à « the Automat » en 1981)
- 1981 : Iko Iko (Frank Loverdé) (synthétiseurs par Patrick Cowley)
- 1979 : Fever (Album) (Joe Bomback - Dale Reed - Dennis Wedlington) (synthétiseurs par Patrick Cowley, produit par Blecman- Hedges)
- 1982 : I Feel Love (Donna Summer) (Patrick Cowley Remix)
- 1981 : Indoor Life (Indoor Life) (production et synthétiseurs par Patrick Cowley) (Celluloid)

### Non commercialisé
Musiques officiellement enregistrées mais jamais commercialisées
- Astroid Belt I
- Astroid Belt II
- Believe In Me
- My Mind Must Be Free
- Take Some Love

### Documentation
- High Energy : le disco survolté des années 80 d'Olivier Monssens (2019).